# Campionato asiatico femminile di pallacanestro 1982
Il 9º Campionato Asiatico Femminile di Pallacanestro FIBA (noto anche come FIBA Asia Championship for Women 1982) si è svolto a Tokyo in Giappone dal 28 aprile al 5 maggio 1982.
I Campionati asiatici femminili di pallacanestro sono una manifestazione biennale tra le squadre nazionali organizzato dalla FIBA Asia.

## Squadre partecipanti
- Corea del Sud
- Giappone
- Cina
- India
- Hong Kong
- Filippine
- Singapore
- Malaysia
- Macao

## Turno preliminare

### Gruppo A
| Squadra       | G | V | P | PF  | PS  | DP   | P.ti |
| ------------- | - | - | - | --- | --- | ---- | ---- |
| Corea del Sud | 2 | 2 | 0 | 287 | 83  | +204 | 4    |
| Malaysia      | 2 | 1 | 1 | 88  | 185 | -97  | 3    |
| India         | 2 | 0 | 2 | 85  | 192 | −107 | 2    |

### Gruppo B
| Squadra   | G | V | P | PF  | PS  | DP   | P.ti |
| --------- | - | - | - | --- | --- | ---- | ---- |
| Cina      | 2 | 2 | 0 | 305 | 53  | +252 | 4    |
| Macao     | 2 | 1 | 1 | 86  | 231 | -145 | 3    |
| Hong Kong | 2 | 0 | 2 | 93  | 200 | −107 | 2    |

### Gruppo C
| Squadra   | G | V | P | PF  | PS  | DP   | P.ti |
| --------- | - | - | - | --- | --- | ---- | ---- |
| Giappone  | 2 | 2 | 0 | 275 | 70  | +205 | 4    |
| Singapore | 2 | 1 | 1 | 92  | 102 | -110 | 3    |
| Filippine | 2 | 0 | 2 | 113 | 208 | −95  | 2    |

## Fase finale

### Settimo-Nono posto
| Squadra   | G | V | P | PF  | PS  | DP   | P.ti |
| --------- | - | - | - | --- | --- | ---- | ---- |
| Hong Kong | 2 | 2 | 0 | 275 | 70  | +205 | 4    |
| Filippine | 2 | 1 | 1 | 92  | 202 | -110 | 3    |
| Singapore | 2 | 0 | 2 | 113 | 208 | -95  | 2    |

### Primo-Sesto posto
| Squadra       | G | V | P | PF  | PS  | DP   | P.ti |
| ------------- | - | - | - | --- | --- | ---- | ---- |
| Corea del Sud | 5 | 5 | 0 | 636 | 226 | +406 | 10   |
| Cina          | 5 | 4 | 1 | 624 | 199 | +425 | 9    |
| Giappone      | 5 | 3 | 2 | 560 | 231 | +329 | 8    |
| Macao         | 5 | 2 | 3 | 214 | 653 | −439 | 7    |
| Singapore     | 5 | 1 | 4 | 201 | 570 | -369 | 6    |
| Malaysia      | 5 | 0 | 5 | 220 | 572 | −352 | 5    |

## Classifica finale
| Posizione | Squadra       | Vinte/Perse |
| --------- | ------------- | ----------- |
| Oro       | Corea del Sud | 6-0         |
| Argento   | Cina          | 6-1         |
| Bronzo    | Giappone      | 4-2         |
| 4         | Macao         | 3-3         |
| 5         | Singapore     | 2-4         |
| 6         | Malaysia      | 1-5         |
| 7         | Hong Kong     | 2-2         |
| 8         | Filippine     | 1-3         |
| 9         | India         | 0-4         |

## Campione d'Asia
| Campione d'Asia | Campione d'Asia | Campione d'Asia | Campione d'Asia |
| --------------- | --------------- | --------------- | --------------- |
| Corea del Sud   |                 |                 |                 |